# Макреш (община)
43°45′00″ пн. ш. 22°29′00″ сх. д. / 43.75000° пн. ш. 22.48333° сх. д.
Макреш (болг. Община Макреш) — община у Болгарії. Входить до складу Видинської області. Населення становить 1 575 осіб (станом на 15 березня 2015 р.). Адміністративний центр громади — однойменне село.